# Yūji Nagata
Pour les articles homonymes, voir Nagata (homonymie).
Yūji Nagata (永田裕志, Nagata Yūji) est un catcheur japonais né le 24 avril 1968 à Tōgane.
Il est d'abord lutteur au lycée puis représente son pays en lutte gréco-romaine. dans la catégorie des moins de 82 kg.

## Carrière de catcheur

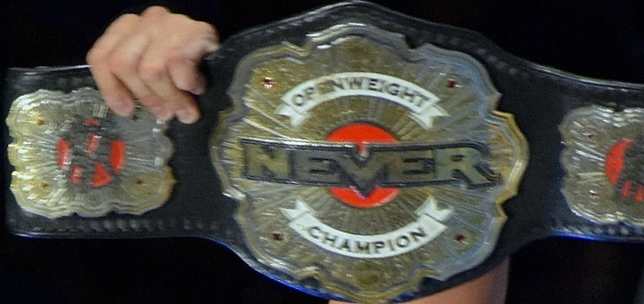
NEVER Openweight Championship.

### New Japan Pro Wrestling
Nagata rejoint la New Japan Pro Wrestling en avril 1992 et s'entraîne dans le dojo de la New Japan. Il débute le 14 septembre, face à Hiroyoshi Tenzan. Nagata écrase les catcheurs de cette fédération ainsi que ceux de la UWFI.

### World Championship Wrestling (1994-1998)
Nagata rejoint la World Championship Wrestling en février 1997. Il est alors managé par Sonny Onoo, qui est son traducteur. Il débute alors une rivalité avec Último Dragón, Nagata blesse alors le Dragon. Les deux rivaux se font face à Halloween Havoc le 26 octobre. Puis à WCW World War 3 le 23 novembre, Nagata fait le tombé sur Ultimo avec l'aide de Sonny Onoo.
En 1998, Nagata fait équipe avec Kensuke Sasaki dans le tournoi pour le titre de WCW World Tag Team Championship. Nagata quitte la WCW en août 1998 et retourne au Japon.

### Retour à la New Japan Pro Wrestling
Après son retour, Nagata part sur la trace du championnat de la IWGP Heavyweight. Le 23 septembre 1998, Nagata se bat contre Scott Norton pour le titre vacant (Masahiro Chono étant blessé au cou) à Yokohama, mais il perd ce match.
Le 28 août 1999 à Tokyo, Nagata et Manabu Nakanishi battent Shiro Koshinaka et Kensuke Sasaki pour le IWGP Tag Team Championship. Le 20 juillet 2000, ils le perdent face à Satoshi Kojima et Hiroyoshi Tenzan à Sapporo, Hokkaido. Nagata et Nakanishi se battent alors dans une série de matchs contre Kojima et Tenzan pendant 7 mois. Le 4 janvier 2000, son mentor Kazuo Yamazaki se retire et pour son dernier match, Nagata le rencontre et le bat.
En mars 2000, Nagata forme son écurie appelé Fighting Club G-EGGS, avec pour membres Manabu Nakanishi, Masakazu Fukuda, Yutaka Yoshie et Brian Johnston. Fukuda décède en avril 2000, après une hémorragie cérébrale due à un match contre le rookie Katsuyori Shibata, il lui rend alors hommage. Le 16 juin 2001, Nagata met un terme au Fighting Club G-EGGS.
En août 2001, Nagata remporte le G1 Climax tournament, en battant Keiji Mutoh en finale par soumission. Nagata bat Yasuda pour le titre IWGP Heavyweight Championship le 5 avril 2002 au Nippon Budokan. Immédiatement après sa victoire, Nagata est attaqué par un catcheur de la Pro Wrestling Noah Yoshihiro Takayama. Il garde le titre pendant 30 mois jusqu'au moment où Takayama le bat le 2 mai 2003 au Tokyo Dome.
Le 4 janvier 2004, il bat Kensuki Sasaki après 12 minutes de match au Tokyo Dome. En avril 2005, Nagata forme la "Team JAPAN", un groupe de lutteurs contre la jeune génération de la NJPW. Le 11 décembre 2005, Nagata challenge Brock Lesnar pour le titre IWGP mais il perd.
Le 28 juin 2006, Nagata est annoncé comme participant au G-1 Climax. Nagata challenge la AJPW Triple Crown le 4 janvier au Tokyo Dome show contre le champion Triple Crown, Minoru Suzuki. Nagata perd face à lui.
Le 21 mars 2007, il remporte la New Japan Cup, devenant ainsi le premier catcheur à remporter la New Japan Cup et le G-1 Climax Tournaments. Le 13 avril 2007, Nagata bat Hiroshi Tanahashi pour remporter le titre IWGP Heavyweight.
Il perd son titre face à Kurt Angle en janvier 2008. Après une blessure Nagata reviens dans une rivalité opposant la New Japan face à la Zero-1. Yūji Nagata se bat surtout contre le champion Zero-1 World Heavyweight  Masato Tanaka et le 13 octobre, au New Japan event, Nagata bat Tanaka pour remporter le titre du Zero-1 Heavyweight.
Lors de Wrestling Dontaku 2010, lui et Wataru Inoue battent No Limit (Tetsuya Naitō et Yujiro Takahashi) et Bad Intentions (Giant Bernard et Karl Anderson) dans un three-way match et remportent les IWGP Tag Team Championship. Lors de Dominion 6.19, ils perdent leur titres contre Bad Intentions dans un Three-way elimination tag team match qui comprenaient également No Limit.
Lors de Wrestle Kingdom V, il bat Minoru Suzuki. Il participe ensuite au Champion Carnival 2011 de la All Japan Pro Wrestling qu'il remporte en battant Seiya Sanada en finale le 13 avril pour remporter le tournoi, devenant seulement le quatrième homme à avoir remporté les deux tournois, Champion Carnival de la AJPW et G1 Climax de la NJPW.
Lors de Dominion, lui, Hiroyoshi Tenzan et Wataru Inoue battent Takashii Iizuka, Masato Tanaka et Tomohiro Ishii. Lors de Super No Vacancy, il perd contre Toru Yano puis le rebat à Destruction 2011. Lors de Wrestling Dontaku, Togi Makabe et lui perdent contre Minoru Suzuki et Yoshihiro Takayama.
Lors de Wrestle Kingdom VI in Tokyo Dome, lui et Wataru Inoue perdent contre Masakatsu Funaki et Masayuki Kōno.
Lors de The New Beginning in Sendai 2015, il perd contre Shinsuke Nakamura et ne remporte pas le IWGP Intercontinental Championship.
Lors de Wrestling Dontaku 2016, il bat Katsuyori Shibata et remporte le NEVER Openweight Championship. Lors de Dominion 6.19, il perd le titre contre Katsuyori Shibata. Lors de RevPro/NJPW Global Wars UK 2016 - Tag 1, un co-event entre la Revolution Pro Wrestling et la New Japan Pro Wrestling, il bat Pete Dunne.
Lors du premier tour de la New Japan Cup 2017, il bat Tanga Roa. Lors du second tour, il perd contre Evil et est éliminé du tournoi.
Lors de RevPro Strong Style Evolved UK - Tag 1, il perd contre WALTER.

### All Japan Pro Wrestling
Le 3 février, lui et Jun Akiyama battent Naoya Nomura et Ryoji Sai et remportent les vacants AJPW All Asia Tag Team Championship. Le 29 juillet, ils perdent les titres contre Nextream (Naoya Nomura et Yuma Aoyagi).
Le 19 février 2023, il bat Kento Miyahara et remporte le AJPW Triple Crown Heavyweight Championship, devenant le cinquième catcheur après Kensuke Sasaki, Yoshihiro Takayama, Keiji Mutō et Satoshi Kojima à avoir remporté les 3 Titres majeurs du japon, le GHC Heavyweight Championship de la Pro Wrestling Noah, le IWGP Heavyweight Championship de la New Japan Pro Wrestling et le AJPW Triple Crown Heavyweight Championship de la All Japan Pro Wrestling. Le 21 mars, il conserve son titre contre Shuji Ishikawa. Le 29 mai, il conserve son titre contre T-Hawk.

### Pro Wrestling NOAH
Il fait ses débuts lors de Navigate For Evolution 2002 - Tag 10 où avec Jun Akiyama, ils battent Kenta Kobashi et Mitsuharu Misawa. Lors de Final Burning In Budokan, Hiroshi Tanahashi, Satoshi Kojima et lui battent BRAVE (Mohammed Yone et Takashi Sugiura) et Akitoshi Saito. De fin octobre à début novembre 2013, il prend part au Global League et bat Takeshi Morishima en finale le 10 novembre pour gagner le tournoi et devenir le premier lutteur à avoir remporté le G1 Climax, le Champion Carnival et le Global League. Le 7 décembre, il perd contre KENTA et ne remporte pas le GHC Heavyweight Championship. Le 8 février 2014 il bat Takeshi Morishima et remporte le GHC Heavyweight Championship. Le 5 juillet, il perd le titre contre Naomichi Marufuji.

## Carrière dans les arts martiaux mixtes
Nagata participe à deux combats d'arts martiaux mixtes (MMA). En 2001, il perd en seulement 21 secondes face à Mirko Filipović au Inoki Bom-Ba-Ye Festival 2001. Puis, il connait à nouveau la défaite dans cette discipline en 2003 après un peu plus d'une minute de combat face à Fedor Emelianenko au Inoki Bom-Ba-Ye Festival 2003.

## Palmarès
- All Japan Pro Wrestling

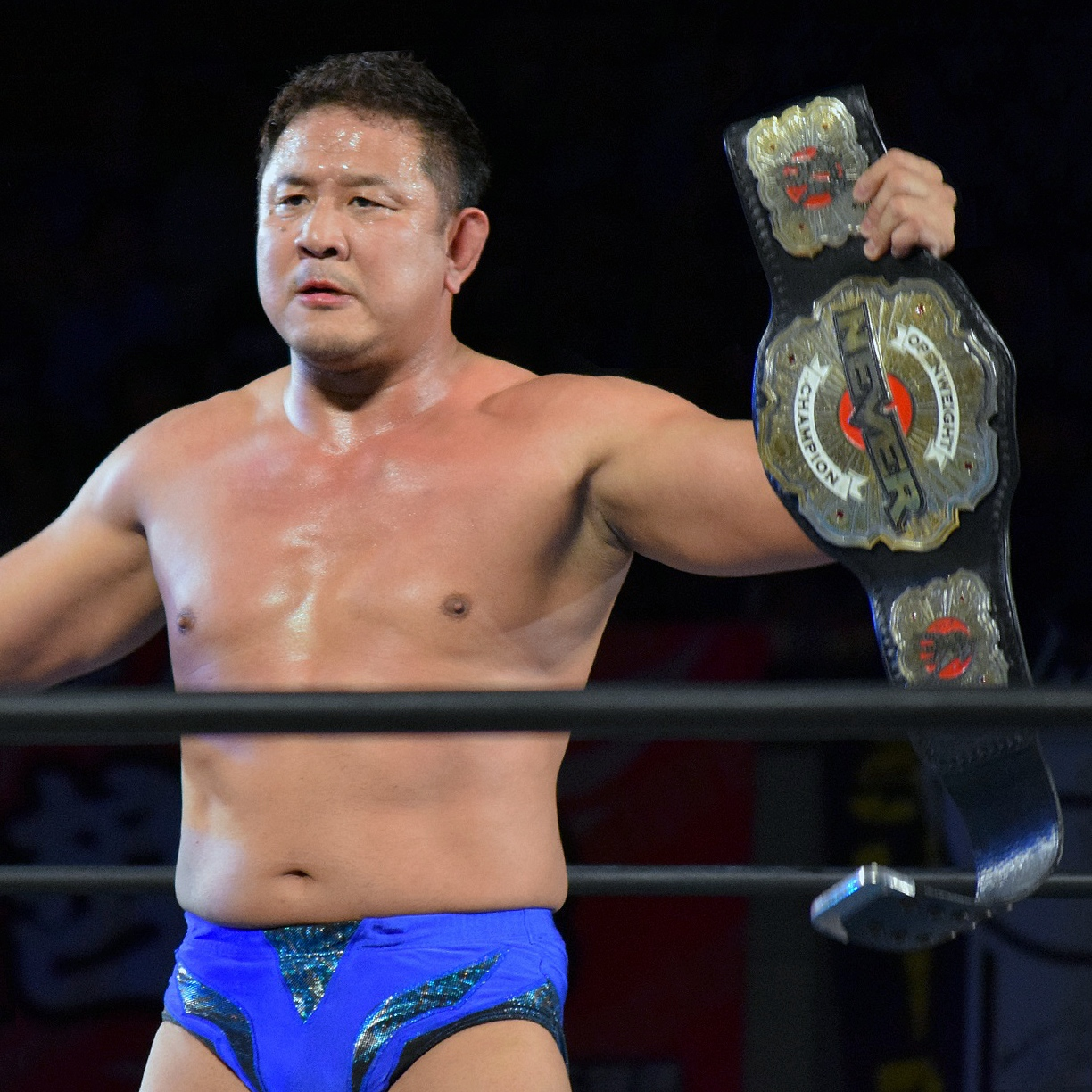
Nagata en tant que NEVER Openweight Champion

  - 1 fois AJPW Triple Crown Heavyweight Championship
  - 1 fois AJPW All Asia Tag Team Championship avec Jun Akiyama
  - 1 fois AJPW World Tag Team Championship avec Kendo Kashin
  - Champion Carnival (2011)

- New Japan Pro Wrestling
  - 2 fois IWGP Heavyweight Championship
  - 2 fois IWGP Tag Team Championship avec Manabu Nakanishi (1) et Wataru Inoue (1)
  - 1 fois NEVER Openweight Championship
  - G1 Climax (2001)
  - G1 Climax Tag League (2000) avec  Takashi Iizuka
  - New Japan Cup (2007)

- Pro Wrestling Noah
  - 1 fois GHC Heavyweight Championship
  - 1 fois GHC Tag Team Championship avec Hiroshi Tanahashi
  - Arukas Cup 6-Man Tag Tournament (2015) avec Maybach Don et Maybach Taniguchi
  - Global League (2013)

- Pro Wrestling Zero1
  - 1 fois ZERO1 World Heavyweight Championship

## Récompenses des magazines
- Pro Wrestling Illustrated (PWI)

| Année | 1997 | 1998 | 1999 | 2000 | 2001 | 2002 | 2003 | 2004 | 2005 | 2006 |
| ----- | ---- | ---- | ---- | ---- | ---- | ---- | ---- | ---- | ---- | ---- |
| Rang  | 164  | 83   | 77   | 37   | 52   | 8    | 31   | 96   | 205  | 112  |
| Année | 2007 | 2008 | 2009 | 2010 | 2011 | 2012 | 2013 | 2014 | 2015 | 2016 |
| Rang  | 20   | 57   | 65   | 105  | 95   | 143  | 229  | 83   | 138  | 196  |
| Année | 2017 | 2018 | 2019 | 2020 | 2021 |      |      |      |      |      |
| Rang  | 180  | 319  | 219  | 476  | 395  |      |      |      |      |      |